# Folklórní soubor Úsměv

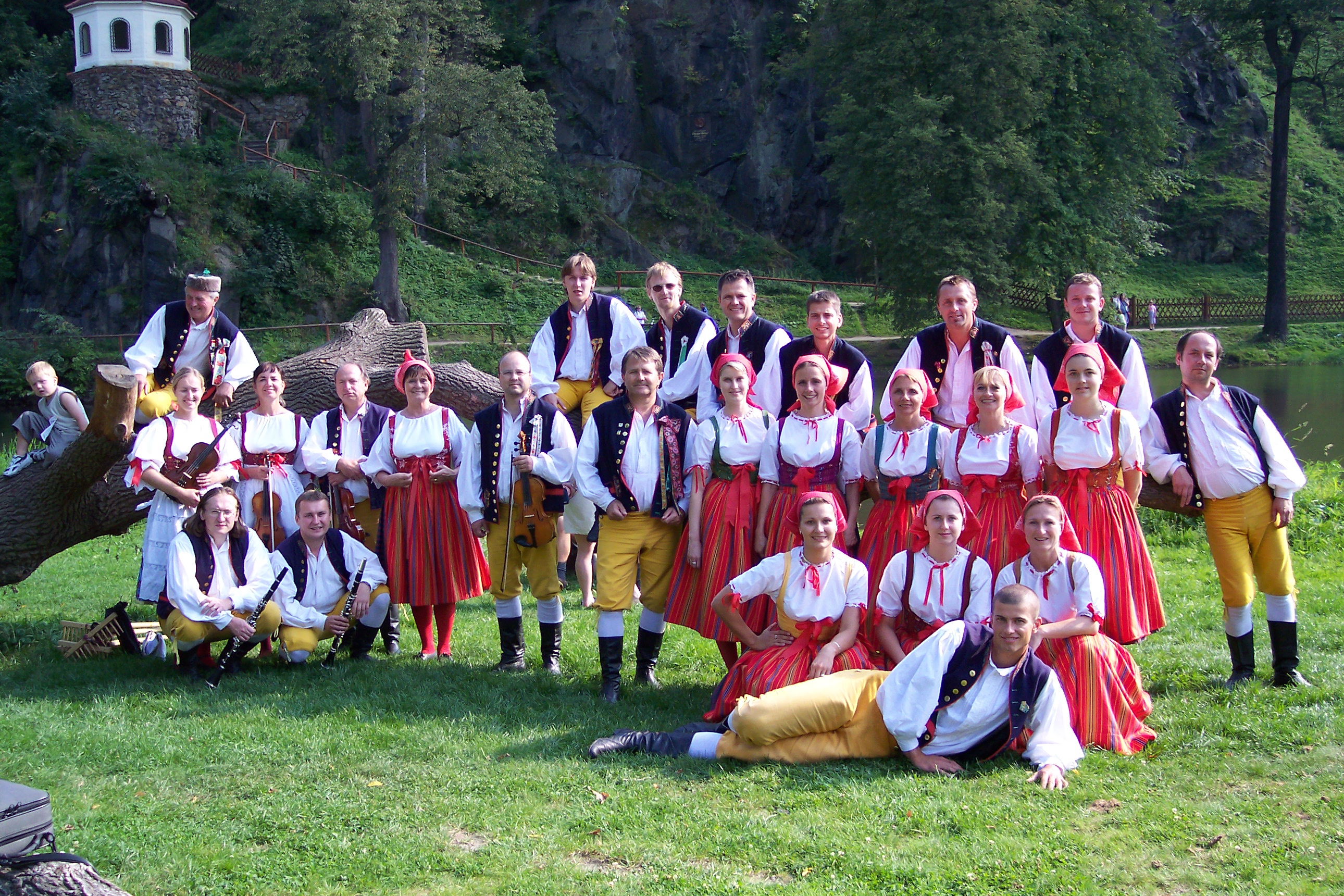
Folklórní soubor Úsměv

Folklórní soubor Úsměv je taneční, hudební a pěvecké těleso z Horní Břízy zabývající se zpracováním a prezentací tradičních folklórních tanců, skladeb a písní z oblastí Plaska, Dolnobělska, Kralovicka a Plzeňska.

## O souboru
Folklórní soubor Úsměv byl založen v roce 1958 ve vesnici Horní Bříza v okresu Plzeň-sever. Do jeho čela se postavil hornobřízský rodák, hudební redaktor Českého rozhlasu Plzeň, Zdeněk Bláha.
V době konání celostátních folklórních festivalů v sedmdesátých a osmdesátých letech minulého století získal dvakrát hlavní cenu – v Popradu a v Košicích.
Svůj vyhraněný styl a repertoár prezentoval soubor také na mnoha mezinárodních festivalech a zájezdech po Evropě. V roce 1997 společně s moravským Kunovjanem připravil celovečerní koncert pro festival Pražské jaro 1997.

## Kapela
Členové kapely jsou vesměs odchovanci plzeňské konzervatoře. Instrumentář souboru tvoří 2 B-klarinety, dudy a smyčce, tedy nástroje štrajchových a dudáckých muzik z jihozápadních Čech. K barevnosti a oživení muzicírování přispívají i drobné bicí nástroje, přinášející do plynulého toku melodií vzruch a oživení. V instrumentáři nechybí ani další tradiční nástroje, kupř. niněra, fanfrnoch, vozembouch.
Svérázný styl kapely vychází z krajového hudebního dialektu. Repertoár je složen výhradně z krajových písní a tanců.
Kapela se svými sólisty je často slyšitelná na vlnách Českého rozhlasu, v jehož studiích nahrála přes 300 snímků . Kromě toho natočila 4 samostatné LP, 6 CD a svými nahrávkami se podílela i na dalších 10 albech. Autorem všech úprav a skladeb je Zdeněk Bláha.

### Diskografie
- LP
  - Písničky s Úsměvem – Panton 1972
  - Lidové písně ze západních Čech – Supraphon 1982
  - Písničky s Úsměvem – Supraphon 1983
  - Veselí muzikanti – Panton 1988
- CD
  - Kapela Úsměv hraje lidové písně ze západních Čech – Multisonic 1996
  - Chvála koledy – Multisonic 1997
  - Lidové písně ze západních Čech – Mega Music Records 2001
  - Úsměvné a láskyplné písničky z Kralovicka, Plaska, Dolnobělska – Mega Music Records 2003
  - Original Czech Folk Music 3 – Studio Fontána 2004
  - Vánoční písně z jihozápadních Čech – Koledy a koledičky – Acusticus 2007
  - Písně plzeňských seveřanů – Radioservis a.s. 2010
  - Věra Rozsypalová-Bláhová zpívá české lidové písně z jižních a západních Čech – Český rozhlas ve spolupráci s Radioservisem 2011

## Tanec
Taneční repertoár je vybírán z barevné palety tradičních tanců oblastí Plaska, Dolnobělska, Kralovicka a Plzeňska. Pramenem jsou sbírky Národopisného muzea v Plzni, Muzea v Mariánské Týnici, popisy tanců kralovického učitele O. Šnajdaufa a hlavně pak zápisy ze sběru Zdeňka Bláhy.
Stejně jako muzika, tak i taneční složka se opírá o tvůrce z vlastních řad.